# 蘇佩拉古伊國家公園

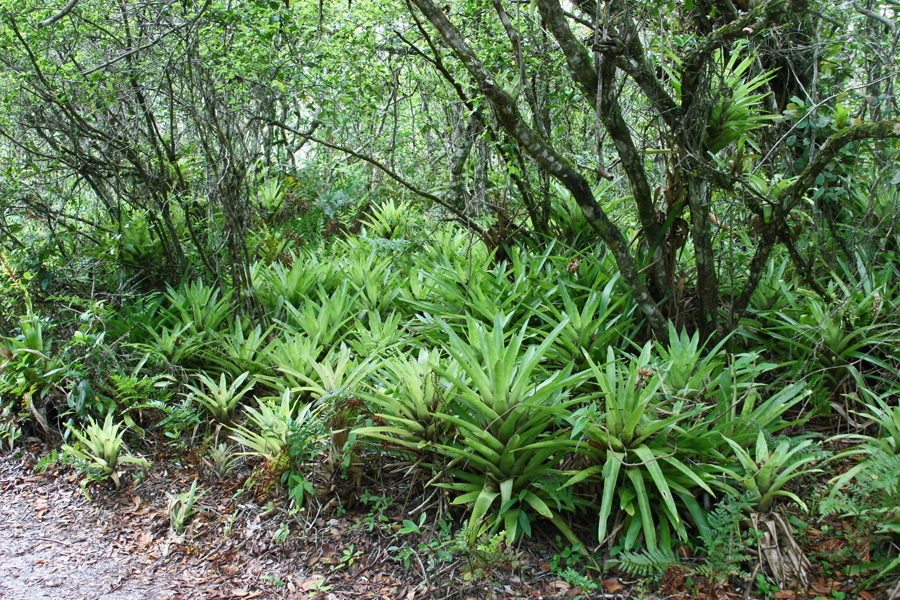

25°19′59″S 48°10′01″W / 25.333°S 48.167°W
蘇佩拉古伊國家公園（葡萄牙語：Parque Nacional de Superagüi），是巴西的國家公園，位於該國南部巴拉那州，成立於1989年4月25日，面積3.4萬公頃，該國家公園在1999年由聯合國教科文組織錄入世界遺產名列。